# Lijst van voetbalinterlands Congo-Brazzaville - Gabon
Deze lijst van voetbalinterlands is een overzicht van alle officiële voetbalwedstrijden tussen de nationale teams van Congo-Brazzaville en Gabon. De landen hebben tot op heden 28 keer tegen elkaar gespeeld. De eerste ontmoeting was een wedstrijd tijdens de Centraal-Afrikaanse Spelen 1976 op 12 juli 1976 in Libreville. Het laatste duel, een vriendschappelijke wedstrijd, werd gespeeld op 25 maart 2024 in Chambly (Frankrijk).

## Wedstrijden
| №  | Plaats       | Datum            | Competitie                      | Wedstrijd                 | Uitslag |
| -- | ------------ | ---------------- | ------------------------------- | ------------------------- | ------- |
| 1  | Libreville   | 12 juli 1976     | Centraal-Afrikaanse Spelen 1976 | Gabon − Congo-Brazzaville | 0 − 1   |
| 2  | Brazzaville  | 30 oktober 1977  | Afrika Cup 1978 kwalificatie    | Congo-Brazzaville − Gabon | 3 − 2   |
| 3  | Libreville   | 13 november 1977 | Afrika Cup 1978 kwalificatie    | Gabon − Congo-Brazzaville | 3 − 3   |
| 4  | Luanda       | 21 augustus 1981 | Centraal-Afrikaanse Spelen 1981 | Congo-Brazzaville − Gabon | 2 − 1   |
| 5  | Libreville   | 17 maart 1983    | Vriendschappelijk               | Gabon − Congo-Brazzaville | 2 − 3   |
| 6  | Brazzaville  | 17 december 1984 | Vriendschappelijk               | Congo-Brazzaville − Gabon | 3 − 0   |
| 7  | Libreville   | 7 december 1985  | Vriendschappelijk               | Gabon − Congo-Brazzaville | 1 − 0   |
| 8  | Libreville   | 19 december 1985 | Vriendschappelijk               | Gabon − Congo-Brazzaville | 3 − 0   |
| 9  | Malabo       | 10 december 1986 | Vriendschappelijk               | Gabon − Congo-Brazzaville | 1 − 0   |
| 10 | Brazzaville  | 29 april 1987    | Centraal-Afrikaanse Spelen 1987 | Congo-Brazzaville − Gabon | 3 − 2   |
| 11 | Bangui       | 2 december 1989  | Vriendschappelijk               | Congo-Brazzaville − Gabon | 1 − 0   |
| 12 | Brazzaville  | 15 december 1990 | Vriendschappelijk               | Congo-Brazzaville − Gabon | 1 − 0   |
| 13 | Libreville   | 13 november 1999 | Vriendschappelijk               | Gabon − Congo-Brazzaville | 0 − 0   |
| 14 | Libreville   | 23 juni 2000     | Vriendschappelijk               | Gabon − Congo-Brazzaville | 0 − 2   |
| 15 | Libreville   | 25 juni 2000     | Vriendschappelijk               | Gabon − Congo-Brazzaville | 2 − 3   |
| 16 | Brazzaville  | 1 september 2002 | Vriendschappelijk               | Congo-Brazzaville − Gabon | 0 − 0   |
| 17 | Brazzaville  | 5 december 2003  | Vriendschappelijk               | Congo-Brazzaville − Gabon | 3 − 2   |
| 18 | Brazzaville  | 9 december 2003  | Vriendschappelijk               | Gabon − Congo-Brazzaville | 1 − 1   |
| 19 | Brazzaville  | 13 december 2003 | Vriendschappelijk               | Congo-Brazzaville − Gabon | 1 − 0   |
| 20 | Libreville   | 8 februari 2005  | Vriendschappelijk               | Gabon − Congo-Brazzaville | 0 − 1   |
| 21 | Libreville   | 12 februari 2005 | Vriendschappelijk               | Gabon − Congo-Brazzaville | 2 − 1   |
| 22 | Libreville   | 19 maart 2005    | Vriendschappelijk               | Gabon − Congo-Brazzaville | 0 − 0   |
| 23 | Ndjamena     | 7 maart 2007     | Vriendschappelijk               | Congo-Brazzaville − Gabon | 2 − 2   |
| 24 | Ndjamena     | 16 maart 2007    | Vriendschappelijk               | Gabon − Congo-Brazzaville | 0 − 1   |
| 25 | Pointe-Noire | 23 maart 2013    | WK 2014 kwalificatie            | Congo-Brazzaville − Gabon | 1 − 0   |
| 26 | Franceville  | 8 juni 2013      | WK 2014 kwalificatie            | Gabon − Congo-Brazzaville | 0 − 0   |
| 27 | Bata         | 21 januari 2015  | Afrika Cup 2015                 | Gabon − Congo-Brazzaville | 0 − 1   |
| 28 | Chambly      | 25 maart 2024    | Vriendschappelijk               | Gabon − Congo-Brazzaville | 1 − 1   |

## Samenvatting
| Competitie                 | Totaal gespeeld | Winst Congo-Brazzaville | Gelijk | Winst Gabon | Doelsaldo Congo-Brazzaville – Gabon |
| -------------------------- | --------------- | ----------------------- | ------ | ----------- | ----------------------------------- |
| WK-kwalificatie            | 2               | 1                       | 1      | 0           | 1 − 0                               |
| Afrika Cup                 | 1               | 1                       | 0      | 0           | 1 − 0                               |
| Afrika Cup-kwalificatie    | 2               | 1                       | 1      | 0           | 6 − 5                               |
| Centraal-Afrikaanse Spelen | 3               | 3                       | 0      | 0           | 6 − 3                               |
| Vriendschappelijk          | 20              | 9                       | 6      | 5           | 23 − 18                             |
| Totaal                     | 28              | 15                      | 8      | 5           | 37 − 26                             |

Wedstrijden bepaald door strafschoppen worden, in lijn met de FIFA, als een gelijkspel gerekend.
FCF · 
Vrouwenelftal van Congo-Brazzaville
1960–1969 ·
1970–1979 ·
1980–1989 ·
1990–1999 ·
2000–2009 ·
2010–2019 ·
2020−2029
1960 ·
1961 ·
1962 ·
1963 ·
1964 · 
1965 ·
1966 · 
1967 ·
1968 · 
1969 ·
1970 · 
1971 ·
1972 · 
1973 ·
1974 · 
1975 · 
1976 ·
1977 · 
1978 ·
1979 ·
1979 · 
1980 ·
1980 · 
1981 ·
1982 ·
1983 ·
1984 · 
1985 ·
1986 · 
1987 ·
1988 · 
1989 ·
1990 · 
1991 ·
1992 · 
1993 ·
1994 · 
1995 ·
1996 · 
1997 ·
1998 · 
1999 ·
2000 · 
2001 ·
2002 · 
2003 ·
2004 · 
2005 · 
2006 ·
2007 · 
2008 ·
2009 · 
2010 · 
2011 ·
2012 · 
2013 · 
2014 ·
2015 ·
2016 ·
2017 ·
2018 ·
2019 ·
2020 ·
2021 ·
2022 ·
2023
Algerije ·
Angola ·
Benin ·
Burkina Faso ·
Burundi ·
Canada ·
Centraal-Afrikaanse Republiek ·
Congo-Kinshasa ·
Egypte ·
Equatoriaal-Guinea ·
Ethiopië ·
Gabon ·
Gambia ·
Ghana ·
Guinee ·
Guinee-Bissau ·
Ivoorkust ·
Kaapverdië ·
Kameroen ·
Kenia ·
Liberia ·
Libië ·
Madagaskar ·
Malawi ·
Mali ·
Marokko ·
Mauritanië ·
Mauritius ·
Mozambique ·
Namibië ·
Niger ·
Nigeria ·
Noord-Korea ·
Oeganda ·
Rwanda ·
Sao Tomé en Principe ·
Saoedi-Arabië ·
Senegal ·
Sierra Leone ·
Soedan ·
Swaziland ·
Tanzania ·
Thailand ·
Togo ·
Tsjaad ·
Tunesië ·
Zambia ·
Zimbabwe ·
Zuid-Afrika ·
Zuid-Soedan
FGF · A-internationals · Selecties · Bondscoaches · Olympisch elftal · Gabonees vrouwenelftal
1960 – 1969 ·
1970 – 1979 ·
1980 – 1989 ·
1990 – 1999 ·
2000 – 2009 ·
2010 – 2019 ·
2020 − 2029
1960 · 
1961 · 
1962 · 
1963 · 
1964 ·
1965 · 
1966 · 
1967 · 
1968 ·
1969 · 
1970 · 
1971 · 
1972 · 
1973 ·
1974 ·
1975 ·
1976 · 
1977 · 
1978 · 
1979 · 
1980 · 
1981 · 
1982 · 
1983 · 
1984 · 
1985 · 
1986 · 
1987 · 
1988 · 
1989 · 
1990 · 
1991 · 
1992 · 
1993 · 
1994 · 
1995 · 
1996 · 
1997 · 
1998 · 
1999 · 
2000 · 
2001 · 
2002 · 
2003 · 
2004 · 
2005 · 
2006 · 
2007 · 
2008 · 
2009 · 
2010 · 
2011 · 
2012 · 
2013 · 
2014 ·
2015 ·
2016 ·
2017 ·
2018 ·
2019 ·
2020 ·
2021 ·
2022 ·
2023
Algerije ·
Andorra ·
Angola ·
België ·
Benin ·
Botswana ·
Brazilië ·
Burkina Faso ·
Burundi ·
Centraal-Afrikaanse Republiek ·
Comoren ·
Congo-Brazzaville ·
Congo-Kinshasa ·
Egypte ·
Equatoriaal-Guinea ·
Gambia ·
Ghana ·
Guinee ·
Guinee-Bissau ·
Ivoorkust ·
Kaapverdië ·
Kameroen ·
Kenia ·
Lesotho ·
Libanon ·
Liberia ·
Libië ·
Madagaskar ·
Malawi ·
Mali ·
Malta ·
Marokko ·
Mauritanië ·
Mauritius ·
Mozambique ·
Namibië ·
Niger ·
Nigeria ·
Oeganda ·
Oman ·
Portugal ·
Rwanda ·
Sao Tomé en Principe ·
Saoedi-Arabië ·
Senegal ·
Seychellen ·
Sierra Leone ·
Soedan ·
Swaziland ·
Tanzania ·
Thailand ·
Togo ·
Tsjaad ·
Tunesië ·
Verenigde Arabische Emiraten ·
Wit-Rusland ·
Zambia ·
Zimbabwe ·
Zuid-Afrika ·
Zuid-Soedan